# Jakarta
Jakarta, officieel de Speciale Hoofdstedelijke Regio Jakarta (Daerah Khusus Ibukota Jakarta, DKI), is de hoofdstad en regeringszetel van de Republiek Indonesië. Het ligt op de noordwestkust van het eiland Java.
Het officiële inwonertal van Jakarta bedraagt 10.562.088 (2020). Het gehele verstedelijkte gebied rondom Jakarta heet Jabodetabek en heeft 29,5 miljoen inwoners (2025). Het is daarmee de  vijfde metropool van de wereld.
De stad heeft een lange geschiedenis, waarin ze onder verschillende namen bekendstond: Sunda Kelapa (397-1527), Jayakarta (1527-1619), Batavia (1619-1949) en Djakarta (1949-1972) en sinds 1972 de huidige naam. Sinds Indonesië in 1949 onafhankelijk werd, is Jakarta de hoofdstad van het land. In april 2019 maakte de regering van Indonesië bekend dat er een nieuwe hoofdstad wordt aangewezen in de provincie Oost-Kalimantan op het eiland Borneo (zie Nagara Rimba Nusa).

## Geschiedenis
Jakarta heette oorspronkelijk Sunda Kelapa. De stad werd later door Fatahillah veroverd, die de stad de naam Jayakarta gaf (op 22 juni 1527, nog steeds de officiële stichtingsdatum van de stad),
Jan Pieterszoon Coen veroverde in 1619 de stad op de bewoners en vernietigde deze. Naast het oude Fort Jacatra liet hij een nieuw fort, Kasteel Batavia, en een nieuwe stad bouwen. Aanvankelijk wilde hij die Nieuw-Hoorn noemen (naar zijn geboorteplaats Hoorn), maar de heren XVII, de hoogste bestuurders van de VOC, besloten anders. Ze werd Batavia genoemd en dit bleef zo tot 1942, het jaar dat Nederlands-Indië bezet werd door Japanse troepen. Batavia werd toen hernoemd tot Djakarta.
Na de onafhankelijkheid van Indonesië werd Djakarta hoofdstad van het nieuwe land. In 1972 is de spelling van de stadsnaam veranderd in Jakarta.

## Geografie

### Klimaat
Jakarta heeft een Tropisch klimaat met als klimaatclassificatie Am (Moessonklimaat).
De gemiddelde totale neerslag per jaar is ± 1800 mm.
De gemiddelde maandelijkse temperatuur en neerslag zijn als volgt:
| Klimaattabel van Jakarta | Klimaattabel van Jakarta | Klimaattabel van Jakarta | Klimaattabel van Jakarta | Klimaattabel van Jakarta | Klimaattabel van Jakarta | Klimaattabel van Jakarta | Klimaattabel van Jakarta | Klimaattabel van Jakarta | Klimaattabel van Jakarta | Klimaattabel van Jakarta | Klimaattabel van Jakarta | Klimaattabel van Jakarta |
| Maand                    | JAN                      | FEB                      | MRT                      | APR                      | MEI                      | JUN                      | JUL                      | AUG                      | SEP                      | OKT                      | NOV                      | DEC                      |
| ------------------------ | ------------------------ | ------------------------ | ------------------------ | ------------------------ | ------------------------ | ------------------------ | ------------------------ | ------------------------ | ------------------------ | ------------------------ | ------------------------ | ------------------------ |
| Zonneuren/dag            | 5                        | 5                        | 6                        | 7                        | 7                        | 7                        | 7                        | 8                        | 8                        | 9                        | 6                        | 5                        |
| Middagtemp. in °C        | 29                       | 29                       | 30                       | 31                       | 31                       | 30                       | 31                       | 31                       | 31                       | 31                       | 30                       | 29                       |
| Nachttemp. in °C         | 23                       | 23                       | 23                       | 24                       | 24                       | 23                       | 23                       | 23                       | 23                       | 23                       | 23                       | 23                       |
| Neerslag in mm           | 300                      | 300                      | 211                      | 147                      | 114                      | 97                       | 64                       | 43                       | 66                       | 112                      | 142                      | 203                      |

### Bestuurlijke indeling
Jakarta is een 'speciale hoofdstedelijke regio' (Daerah Khusus Ibukota) met de status van provincie en heeft daarom geen burgemeester maar een gouverneur. Voor 1942 had ze wel een burgemeester.
Jakarta bestaat uit vijf gemeenten en één regentschap
- Jakarta Utara (Noord-Jakarta)
- Jakarta Pusat (Jakarta Centrum)
- Jakarta Barat (West-Jakarta)
- Jakarta Timur (Oost-Jakarta)
- Jakarta Selatan (Zuid-Jakarta)
- Kepulauan Seribu (Duizendeilanden; eilandengroep ten noorden van Jakarta)

## Cultuur

### Bezienswaardigheden
- Monas (Monumen Nasional) op het Vrijheidsplein
- Sunda Kelapa (oude koloniale stadscentrum), voormalige VOC-haven
- Glodok (Chinese wijk)
- Duizendeilanden (Kepulauan Seribu)
- Ragunan Zoo
- Sea World Ancol, dolfinarium
- Taman Impian Jaya Ancol, "Ancol Dreamland", pretpark

#### Musea
- Museum Sejarah Jakarta ("Historisch Museum van Jakarta"), voormalig stadhuis van Batavia
- Nationaal Museum van Indonesië
- Taman Mini Indonesia Indah, openluchtmuseum

Bezienswaardigheden in Jakarta
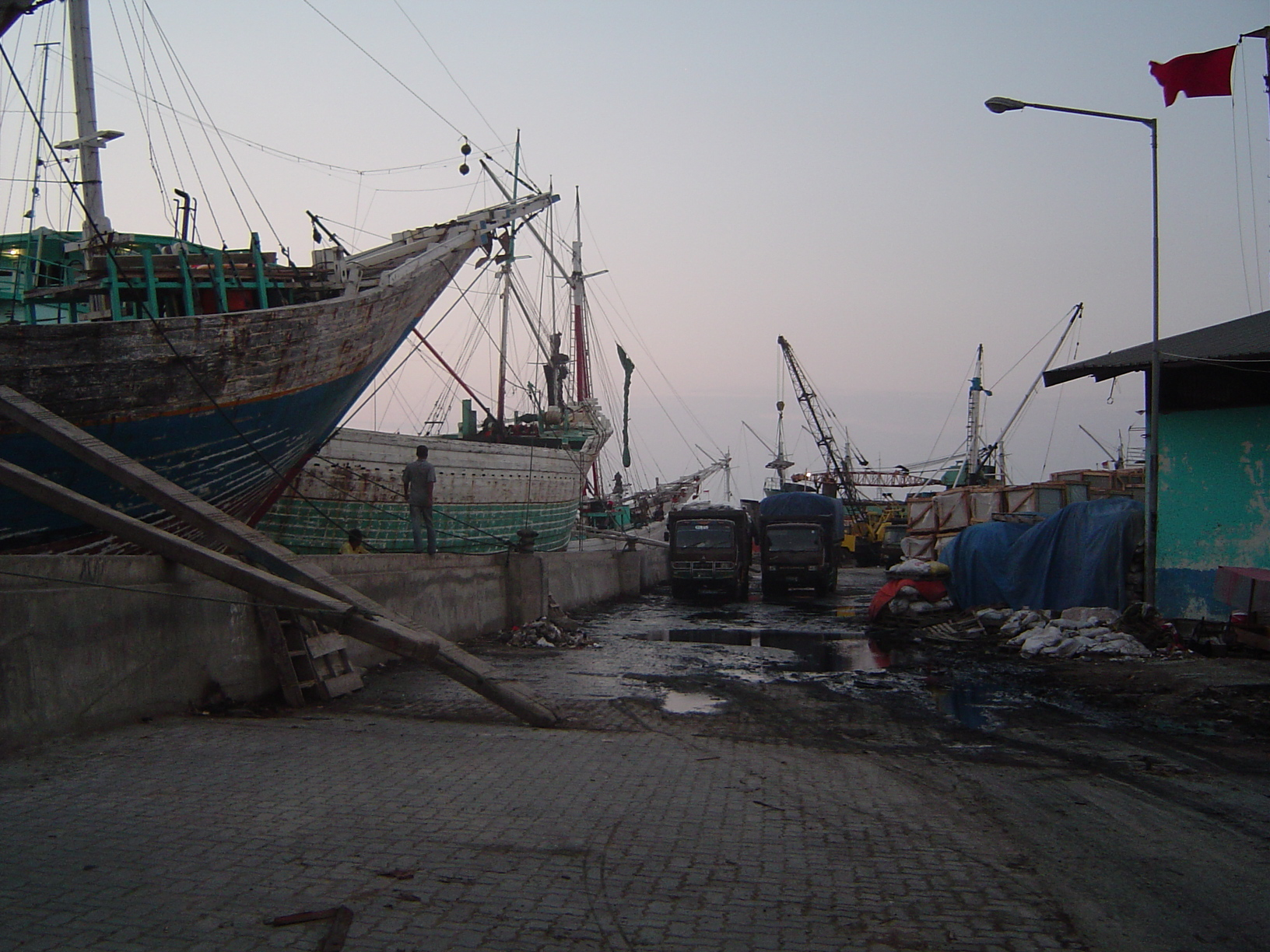
Sunda Kelapa
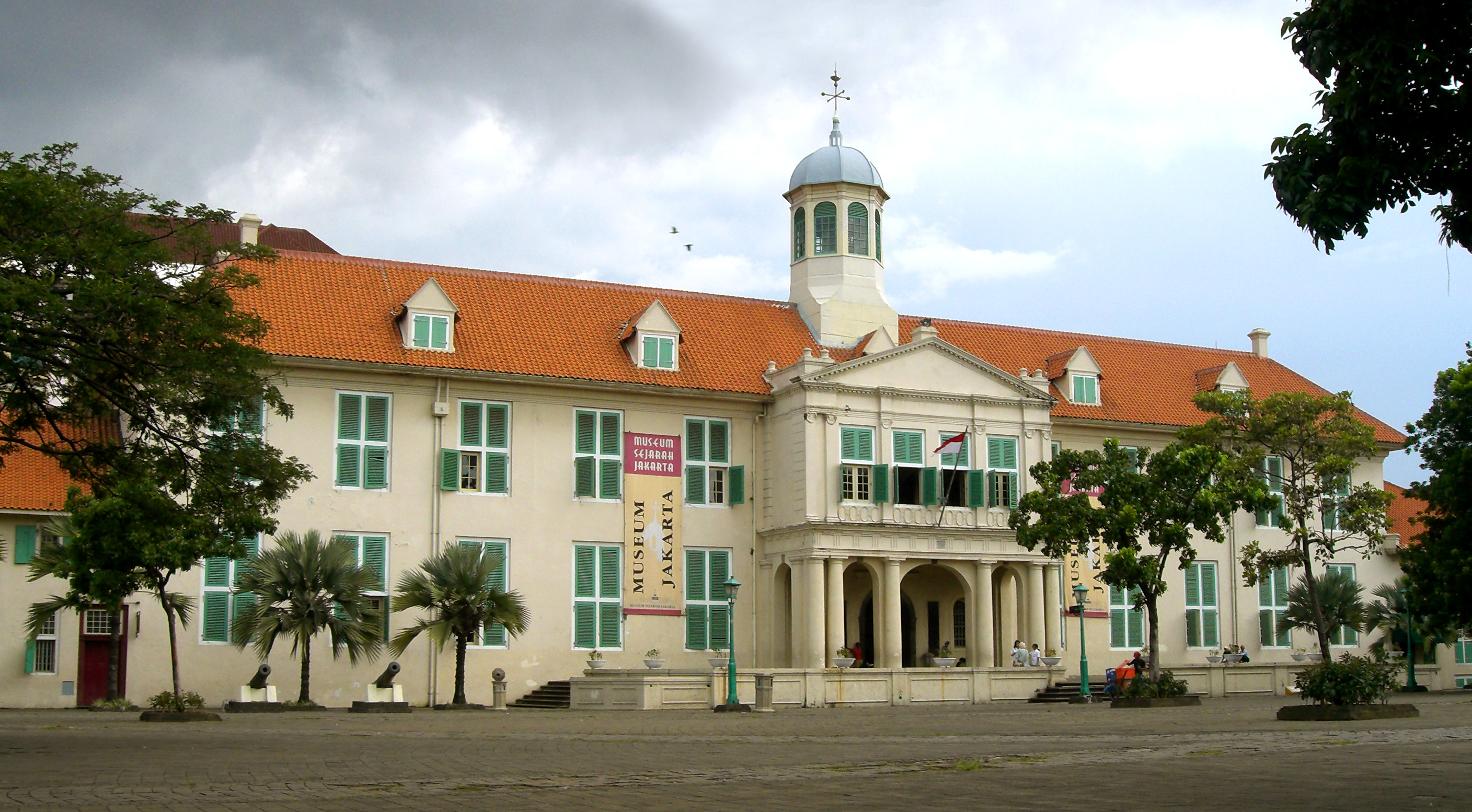
Museum Sejarah Jakarta
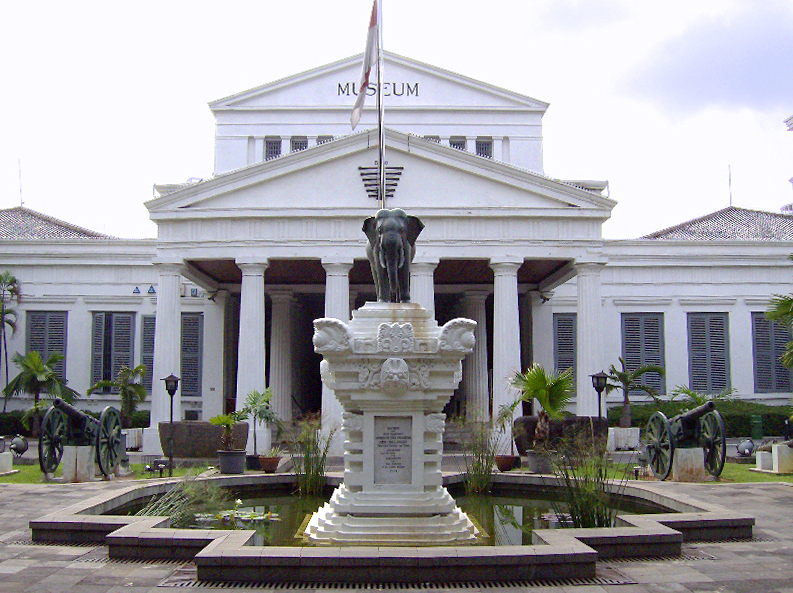
Nationaal Museum van Indonesië

### Media

#### Kranten
Jakarta heeft meerdere dagbladen zoals Bisnis Indonesia, The Jakarta Post, Indo Pos , Seputar Indonesia, Kompas, Media Indonesia, Republika, Pos Kota, Warta Kota, en Suara Pembaruan.

#### Televisie
Publieke omroep: TVRI.
Commerciële stations: TPI, RCTI, Metro TV, Indosiar, StarANTV, SCTV, Trans TV, tvONE, Trans 7, en Global TV.
Lokaal station: Jak-TV, O-Channel, and Space-Toon.
Kabel stations: Indovision, ASTRO, TelkomVision, KabelVision

#### Radio
Jakarta heeft vele tientallen radiostations, enkele hiervan zijn: Sonora: 92.0 MHz, Prambors: 102.2 MHz en Suara Metro 911: 107.8 MHz

### Sport
Jakarta is de thuisbasis van verschillende voetbalclubs. De populairste voetbalclub is Persija Jakarta, die wedstrijden speelt in het Lebak Bulus stadion. Het grootste stadion van Jakarta is het Bung Karno stadion, met een capaciteit van 100.000 zitplaatsen. Het grootste basketbalstadion is de Kelapa Gading Sport Mall in het noorden van Jakarta. Het heeft een capaciteit van 7.000 zitplaatsen en is tevens de thuisbasis van het nationaal basketbalteam van Indonesië.

### Winkelcentra
Jakarta heeft een groot aantal overdekte winkelcentra.  Deze centra zijn relatief duur en bijgevolg ontoegankelijk voor veel inwoners van de stad. Jakarta heeft van oudsher ongeveer 100 overdekte winkelcentra, er zijn daarnaast plannen voor verdere aanbouw. Veel van deze centra strijden om dezelfde markt. Hierdoor zijn veel winkelcentra grotendeels leeg komen te staan en onder de bestaande winkels gaan er regelmatig winkels failliet.
Enkele populaire winkelcentra zijn:

Pondok Indah Mall, Mal Taman Anggrek, Mangga Dua Mal, Plaza Indonesia, Mal Kelapa Gading, Megamall Pluit, Plaza Senayan, Plaza Semanggi, Mal Artha Gading, Entertainment X'nter, Cilandak Town Square, Grand Indonesia, Pacific Place, Mall Ambasador en Senayan City.

## Verkeer en vervoer
De stad heeft twee internationale vliegvelden: Soekarno-Hatta International Airport en Halim Perdana Kusuma ook wel gespeld als Halim Perdanakusuma. De laatste wordt alleen gebruikt door Citilink die binnenlandse vluchten uitvoert (en door het leger).
Tal van tolwegen op pijlers vormen een binnenringweg om Jakarta. Deze weg loopt van Tanjung Priok - Cawang - Grogol - Tanjung Priok. Een nieuwe tolweg buitenom wordt momenteel gebouwd en is reeds gedeeltelijk geopend op het traject Cilincing - Cakung - Pasar Rebo - Pondok Pinang - Daan Mogot - Cengkareng. Een andere tolweg verbindt Jakarta met Soekarno-Hatta International Airport ten westen van Jakarta. Eveneens loopt er een tolweg naar de haven van Merak en Tangerang in het westen, Serpong in het zuidwesten, Depok, Bogor en Ciawi in het zuiden en Bekasi, Cibitung, Purwakarta en Bandung naar het oosten.
In Jakarta zijn talrijke spoorlijnen die er echter niet op berekend zijn om aan de tegenwoordige enorme vervoersvraag te voldoen. De spoorlijnen verbinden Jakarta met zijn aangrenzende steden: Depok en Bogor in het zuiden, Tangerang en Serpong in het westen en Bekasi, Karawang en Cikampek in het oosten. De voornaamste treinstations zijn Gambir, Jatinegara, Manggarai en Jakarta Kota.
De voorstadlijnen rijden anno 2011 wel op elektriciteit via bovenleiding.
Twee lijnen van de Jakarta Monorail waren rond de eeuwwisseling in aanbouw: de groene lijn die de plaatsen Semanggi-Casablanca-Kuningan-Semanggi aandoet en de blauwe lijn die de plaatsen Kampung Melayu-Casablanca-Tanah Abang-Roxy aan zou moeten doen. Echter werd de bouw afgeblazen wegens financiële problemen.
Anno 2011 is men bezig met een 2-lijns metrosysteem: een noord-zuidlijn tussen Kota en Lebak Bulus, die aansluit op de voormalig geplande monoraillijn; en een oost-westlijn, die verbonden wordt met de noord-zuidlijn op het station Sawah Besar.
Jakarta is tevens het knooppunt voor veel buslijnen, die de steden onderling verbinden.
Er zijn dertien vrije busbanen in Jakarta, waarop HOV-bussen rijden onder de naam TransJakarta. Dit is het grootste netwerk van vrije busbanen ter wereld.
Fietstaxi's (Indonesisch becak), verzorgen het lokale transport in de straten in sommige delen van de stad. Vanaf de vroege jaren 40 tot aan het begin van de jaren 90 was dit een van de meest voorkomende vormen van transport in de stad. In 1966 waren er naar schatting 160.000 fietstaxi's actief, ongeveer 15% van de totale beroepsbevolking was fietstaxichauffeur. In 1971 werden de fietstaxi's verboden op de doorgaande wegen en kort daarna probeerde de overheid een totaalverbod door te voeren; hierdoor daalde het aantal fietstaxi's aanmerkelijk, maar bleef er toch nog een deel over. In plaats daarvan kwamen er een soort fietsen met kleine motoren.
Op 12 maart 2019 is in Jakarta het eerste deel van de eerste Indonesische metrolijn in gebruik genomen van de MRT Jakarta (MRT staat voor Moda Raya Terpadu of Mass Rapid Transit, een Engelse benaming voor metro's, zoals in Singapore), teneinde de verkeersdrukte het hoofd te kunnen bieden. De eerste lijn, de Noord-Zuidlijn van 23 km lang, verbindt uiteindelijk het noorden van de stad (Ancol) via het centrum met het zuiden (Lebak Bulus) en zal waarschijnlijk 24 stations tellen. Het eerste deel dat in 2019 geopend is loopt van Bundaran HI (Selamat Datang Monument) naar Lebak Bulus over een afstand van 15 km. Door de metrolijn worden de reistijden flink teruggebracht, van soms wel twee uur filerijden naar een halfuur tot drie kwartier met de metro. Bij de TransJakarta lopen de bussen hiervan ook vaak vast in de files op punten waar hun vrije busbanen drukke kruispunten kruisen, waardoor de metro ook daarop een uitkomst biedt.

Overstappen op de forenzentreinen, en de airport train naar Soekarno-Hatta International Airport, kan op het station Dukuh Atas.

Ook is een Oost-Westlijn via het centrum van de stad gepland tussen Ujung-Menteng in het oosten en Kalideres in het westen.
De provinciale overheid werkt aan sneltramlijnen door de stad onder de naam (LRT oftewel Light Rail Transit), terwijl de nationale overheid zorg draagt voor de aanleg van sneltramlijnen naar de voorsteden van Jakarta.

## Problemen

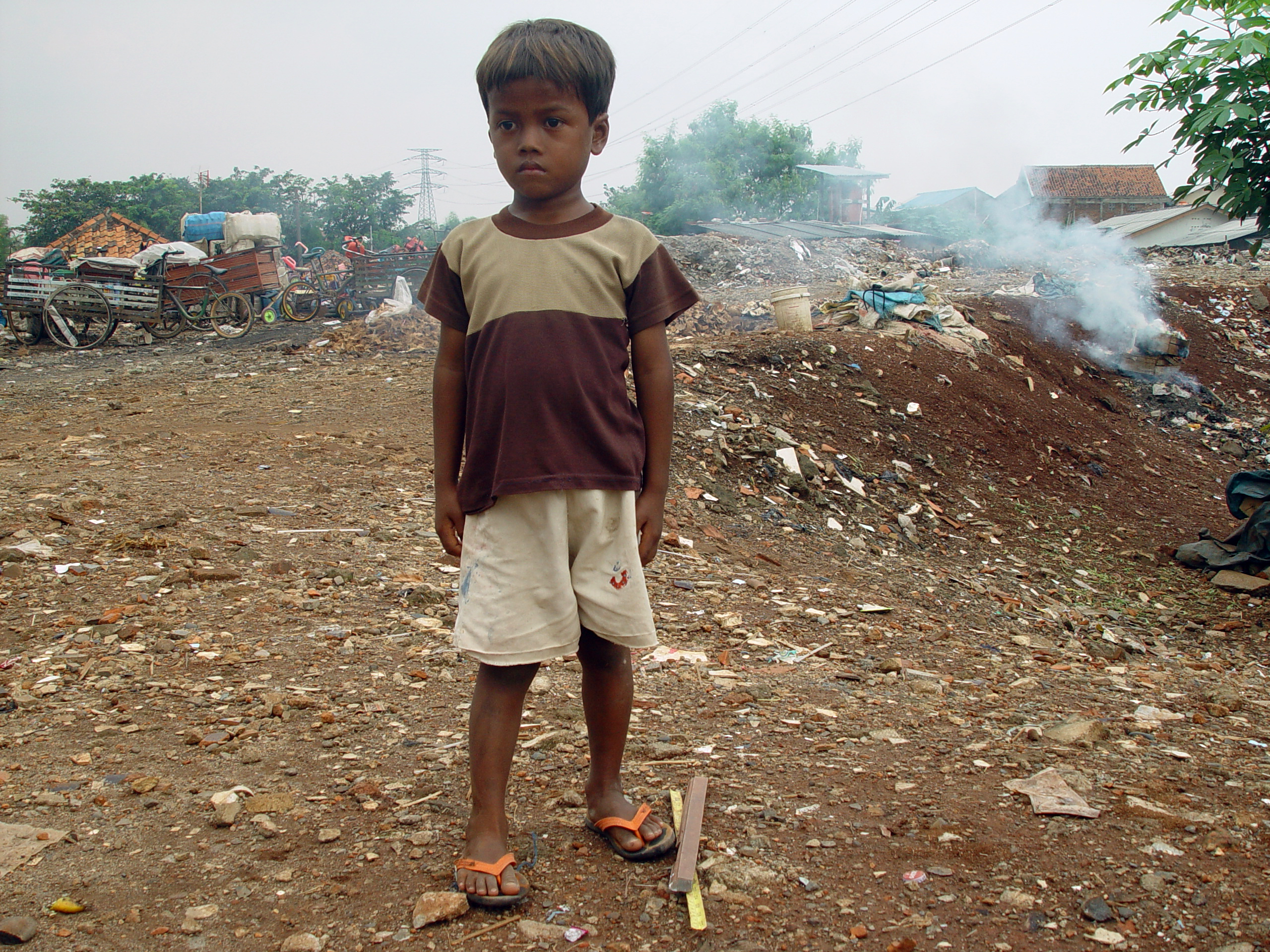
Jongen in sloppenwijk

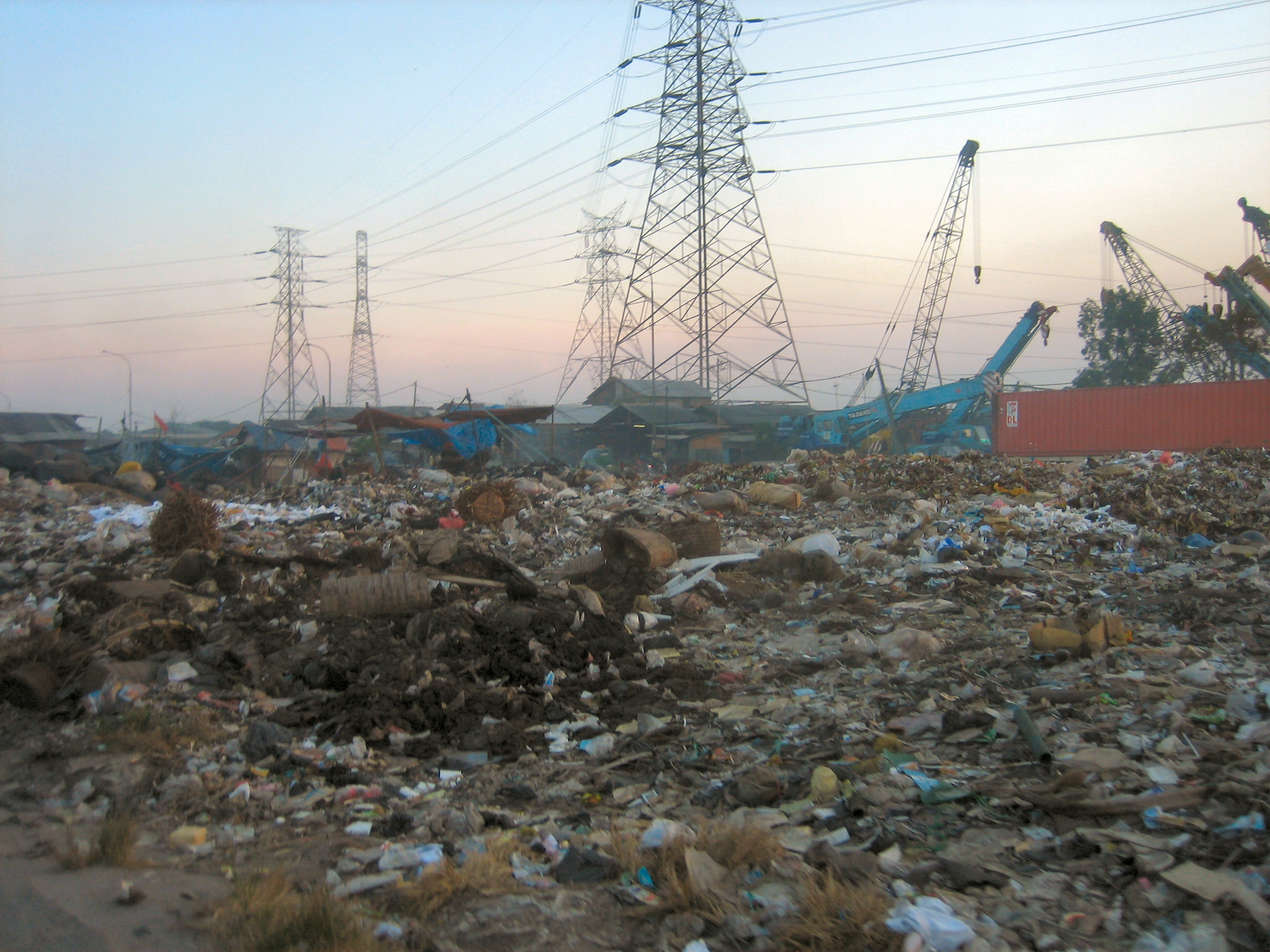
Vuilstortplaats in Tanjung Priok

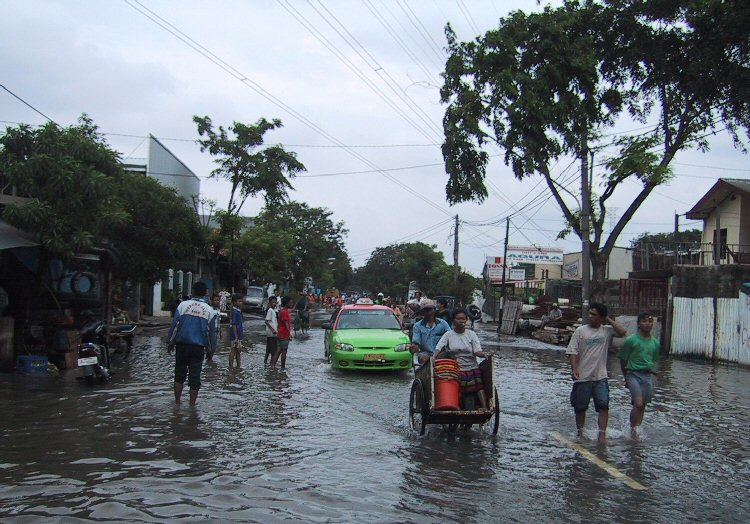
Overstroming 2002 Jakarta

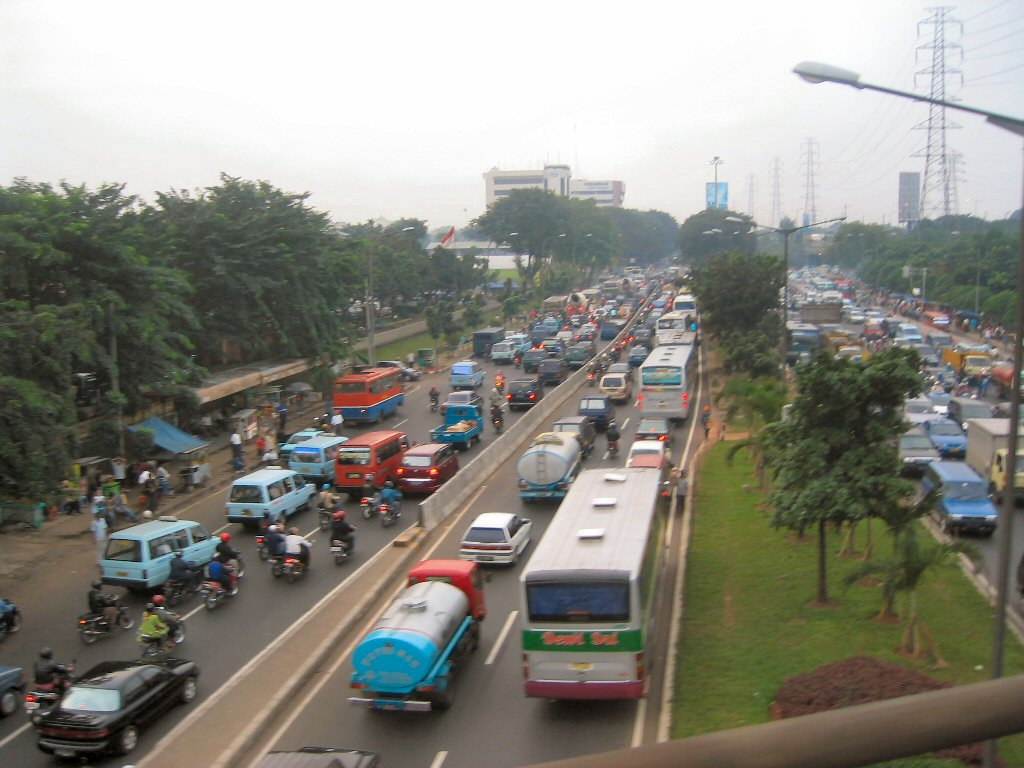
Verkeersopstopping

### Bevolkingsgroei
In 2006 telde de stad bijna 9 miljoen inwoners; in 1945 waren dat er nog 600.000. De trek van dorps- en bergbewoners naar de stad is sinds de Tweede Wereldoorlog enorm toegenomen. Elk jaar groeit het totaal aantal inwoners van Jakarta met bijna 5%. De mensen komen er werk zoeken. De stad kan, o.a. gezien de verkeersopstoppingen en de lange rijen bij bushaltes, moeilijk omgaan met de snelle bevolkingsgroei.
Inmiddels telt de metropool meer dan 17 miljoen inwoners.

### Overstromingen
Tijdens het regenseizoen (november-april), heeft Jakarta regelmatig te maken met overstromingen. De ernst en gevolgen van die overstromingen nemen toe als gevolg van:
- bodemdaling door grondwateronttrekking; door grondwaterwinning in de industriële en agrarische sectoren zakt de grond in (tot 22 cm per jaar in enkele regio's).[6]
- (illegale) ontbossing en verstedelijking in het heuvelachtige gebied stroomopwaarts van Jakarta bij Bogor en Depok;
- inklinking van de bodem door dalende veengrond.
- toenemende verstening van het landschap; doordat de regio snel verstedelijkt met toenemende bebouwing, weinig groen heeft en geen goed rioolsysteem, is er weinig ruimte voor regenwater om de grond in te trekken. Zo blijft dit water langer aan de oppervlakte en hoopt het zich sterker op.[7]

Bij de overstroming van begin februari 2007 vielen er 47 doden en raakten 200.000 mensen hun huis kwijt. Op 26 november 2007 overstroomden opnieuw delen van de stad, dit keer vanuit zee. Vooral in de buurt van de internationale luchthaven Soekarto-Hatta en bij pretpark Ancol was sprake van ernstige wateroverlast. Tienduizenden mensen verlieten hun ondergelopen huis. Een tolweg naar het vliegveld moest worden afgesloten. Duizenden reizigers kwamen vast te zitten op het vliegveld of in het verkeer. Het water stond op sommige plaatsen 1,70 meter hoog.
Een van de gevolgen van de overstormingen, en de toenemende ernst ervan, is het ontstaan van een herplaatsingsplan voor de hoofdstad. De stad Jakarta zelf zal op haar plek blijven, maar de regering zal worden verplaatst naar de provincie Oost-Kalimantan op het eiland Borneo. Ook de toenemende luchtvervuiling en de grote druk die de hoofdstad op het eiland Java plaatst worden genoemd als redenen voor deze verhuizing. Het plan zoals het nu op tafel ligt zou voor een investering van omgerekend 32 miljard Amerikaanse dollar nieuwe regeringsgebouwen en huizen voor 1,5 miljoen ambtenaren opbouwen op het noordelijke eiland. Er zijn geen concrete plannen om alle mensen te verplaatsen maar de hoop is dat een dergelijk beleid de druk verlaagt voor Jakarta. Dit plan stuit wel op verzet van milieuactivisten die vrezen voor de toekomst van de laatste stukjes op Borneo resterend regenwoud. Voor deze activisten is het van belang dat het verplaatsen van de hoofdstad (ter bescherming van het Javaanse milieu) niet ten koste gaat van natuur en milieu in Borneo. De regering heeft toegezegd dat het beleidsplan enkel positieve gevolgen zal hebben voor Borneo.

### Luchtvervuiling
Luchtvervuiling is een probleem in Jakarta. De enorme verkeersopstoppingen worden hiervoor verantwoordelijk gehouden. Om zichzelf te beschermen binden veel motorrijders een doekje voor hun gezicht.

### Auteursrechtschendingen
De verkoop van illegaal gekopieerd materiaal dat auteursrechtelijk is beschermd, is in Jakarta wijdverspreid. Meestal gaat het om software, en films op dvd. Een van de populaire plaatsen in Jakarta om illegale software te kopen is de Chinese wijk Glodok.

## Stedenbanden
Steden:
- Casablanca (Marokko)
- Berlijn (Duitsland), sinds 1993
- Jeddah (Saoedi-Arabië)
- Istanboel (Turkije)
- Los Angeles (Verenigde Staten)
- Parijs (Frankrijk), sinds 1995
- Peking (China), sinds 1992
- Pyongyang (Noord-Korea)
- Rotterdam (Nederland), sinds 1983
- Seoel (Zuid-Korea), sinds 1984
- Tokio (Japan), sinds 1989
- Bangkok (Thailand), sinds 2002

Staten:
- New South Wales (Australië)